# Agathia affluens
Agathia affluens är en fjärilsart som beskrevs av Louis Beethoven Prout 1937. Agathia affluens ingår i släktet Agathia och familjen mätare. Inga underarter finns listade i Catalogue of Life.